# Elecciones estatales de Nayarit de 1990
Las elecciones estatales de Nayarit de 1990, se llevó a cabo el domingo 10 de junio de 1990, y en ellas se renovaron los cargos de elección popular en ele estado mexicano de Nayarit:
- 19 ayuntamientos. Compuestos por un Presidente Municipal y regidores, electo para un período de tres años no reelegibles en ningún período inmediato.
- 30 Diputados al Congreso del Estado Electos por mayoría de cada uno de los Distritos Electorales y 20 de Representación Proporcional.

## Resultados Electorales

### Ayuntamientos

#### Ayuntamiento de Tepic
- Alejandro Rivas Curiel  Hecho

#### Ayuntamiento de Santiago Ixcuintla
- José Luis Barajas Medina  Hecho

#### Ayuntamiento de Acaponeta
- Héctor Servando Sierra Martínez  Hecho

#### Ayuntamiento de Compostela
- Macario Aguayo Durán  Hecho

#### Ayuntamiento de Ixtlán del Río
- Ezequiel Parra Altamirano  Hecho

#### Ayuntamiento de San Blas
- Avelino Márquez Estrada  Hecho

#### Ayuntamiento de Bahía de Banderas
- Crescenciano Flores Alvarado  Hecho

#### Ayuntamiento de Tuxpan
- Armando Lares Rafael  Hecho

#### Ayuntamiento de Jala
- Carlos Carrillo Santana  Hecho

#### Ayuntamiento de Xalisco
- J. Jesús García Nolasco  Hecho

### Diputados

#### XXIII Legislatura
- Ney González Sánchez  Hecho